# ЗИЛ-130

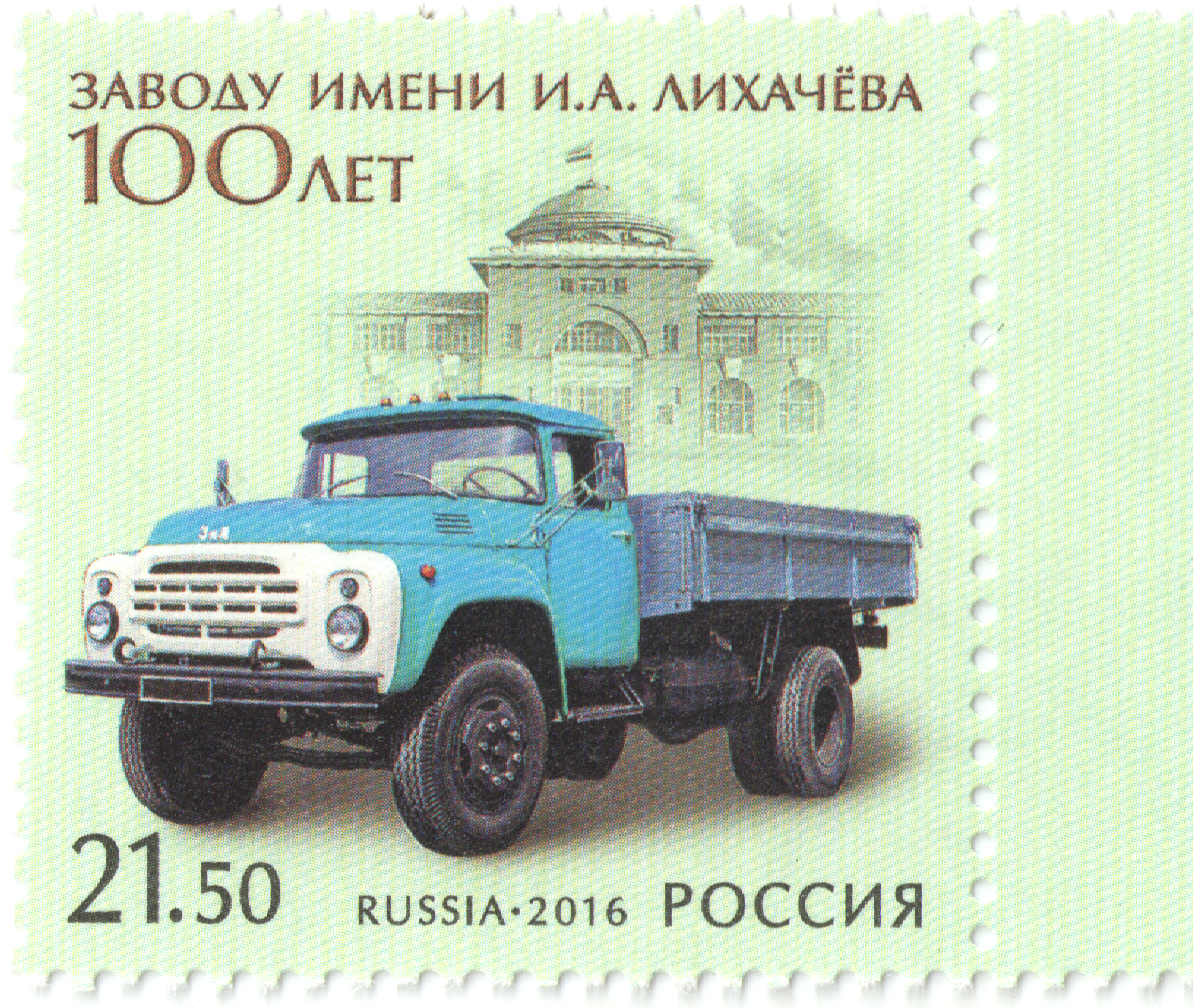
ЗИЛ-130 на почтовой марке России 2016 года, посвящённой 100-летию завода имени И. А. Лихачева

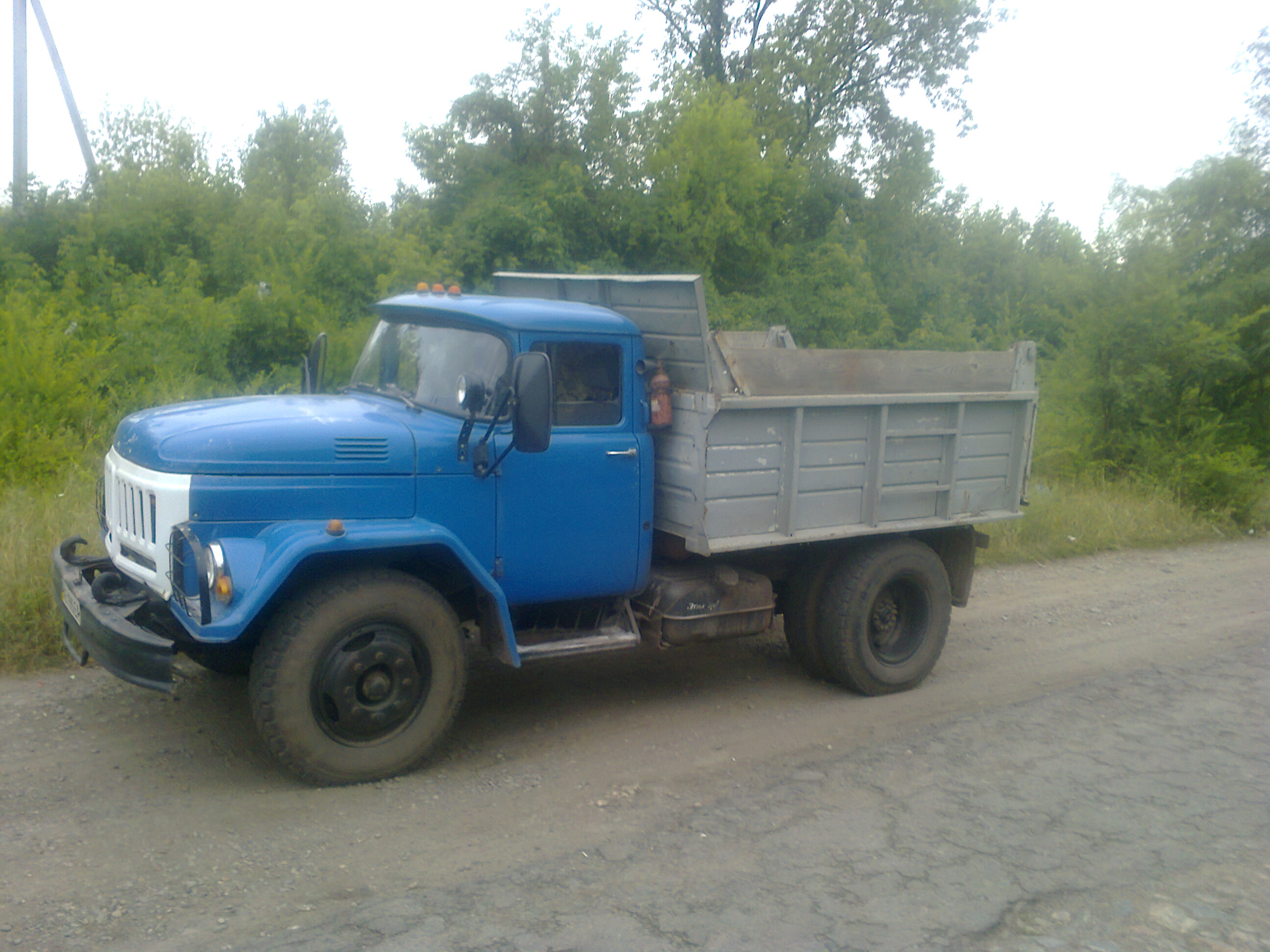
Самосвал ЗИЛ-ММЗ на базе ЗИЛ-130

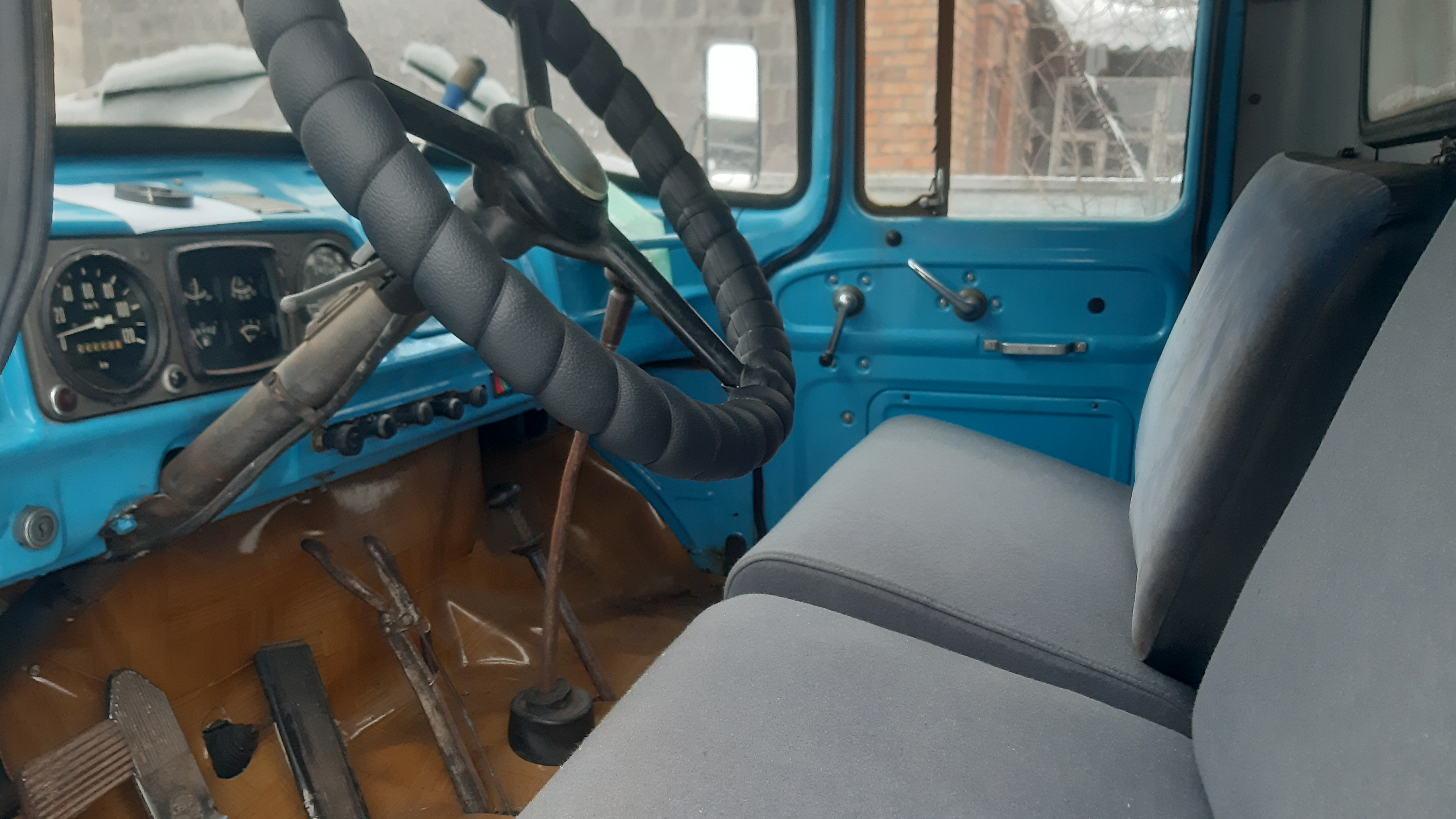
Салон Кабины Зил-130

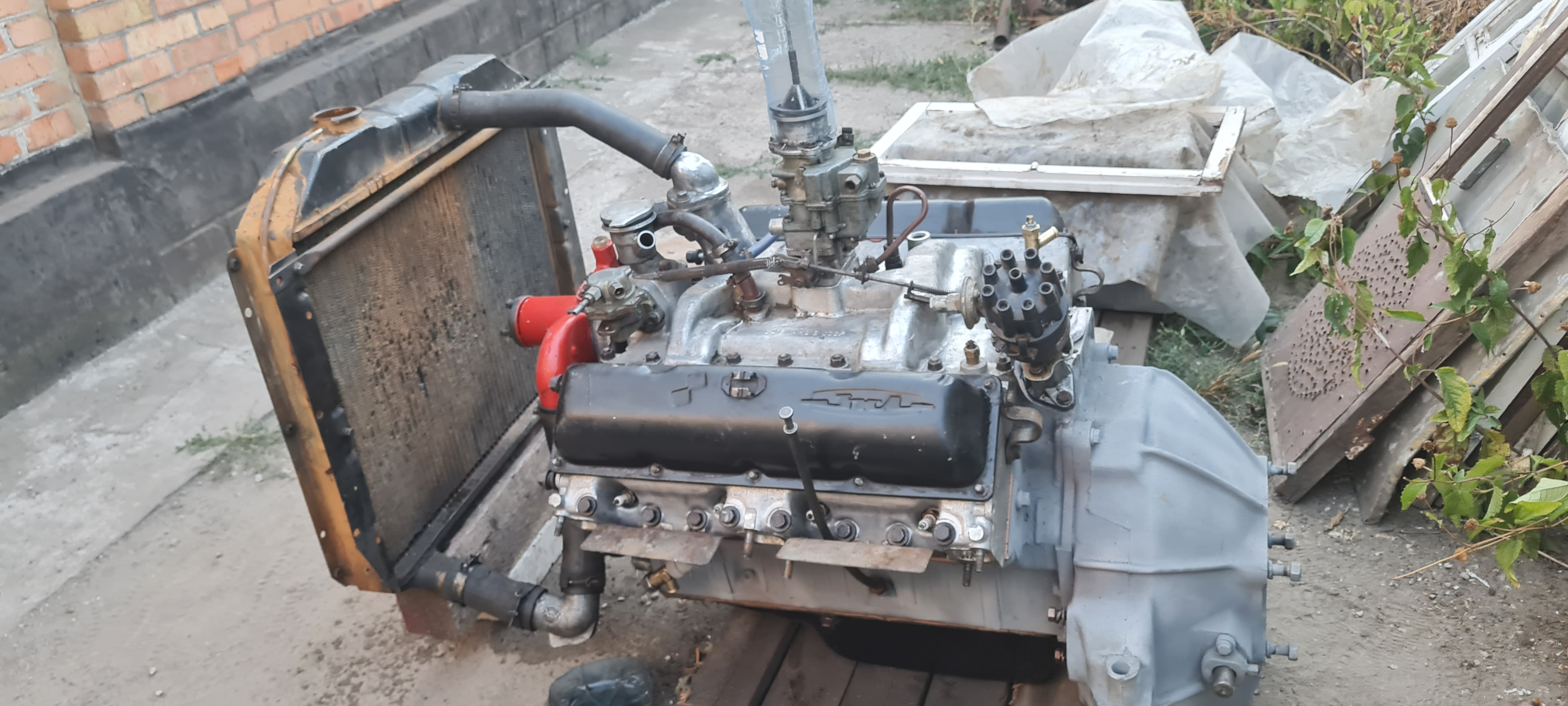
Двигатель Зил 508.10

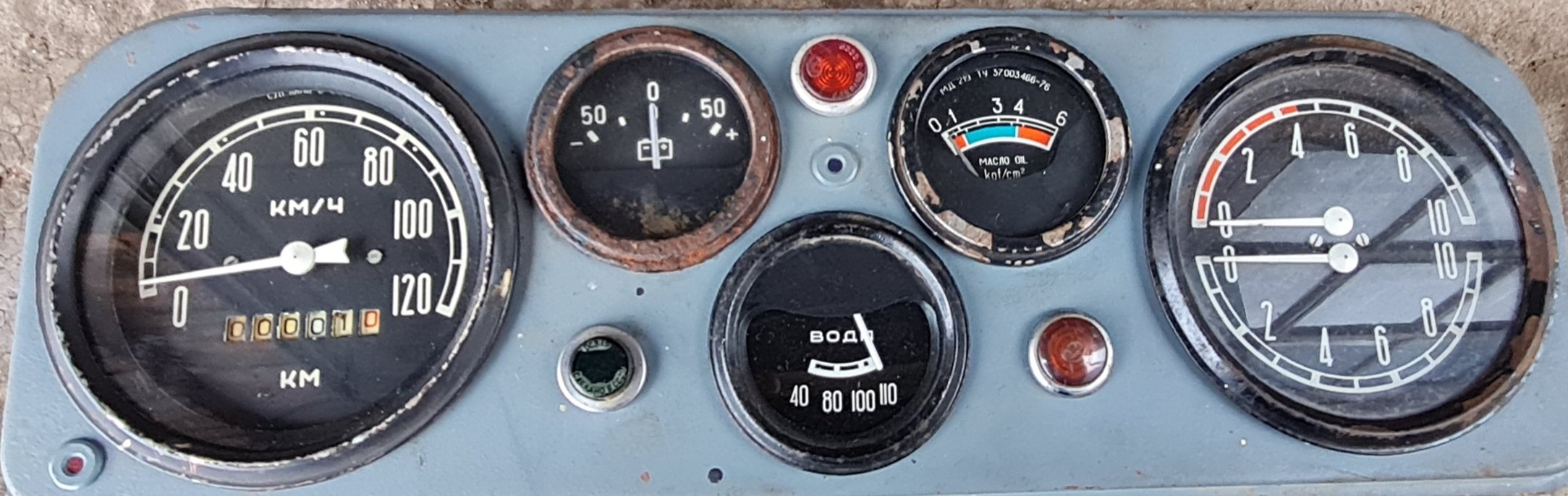
КП-201. Комбинация приборов Зил 130

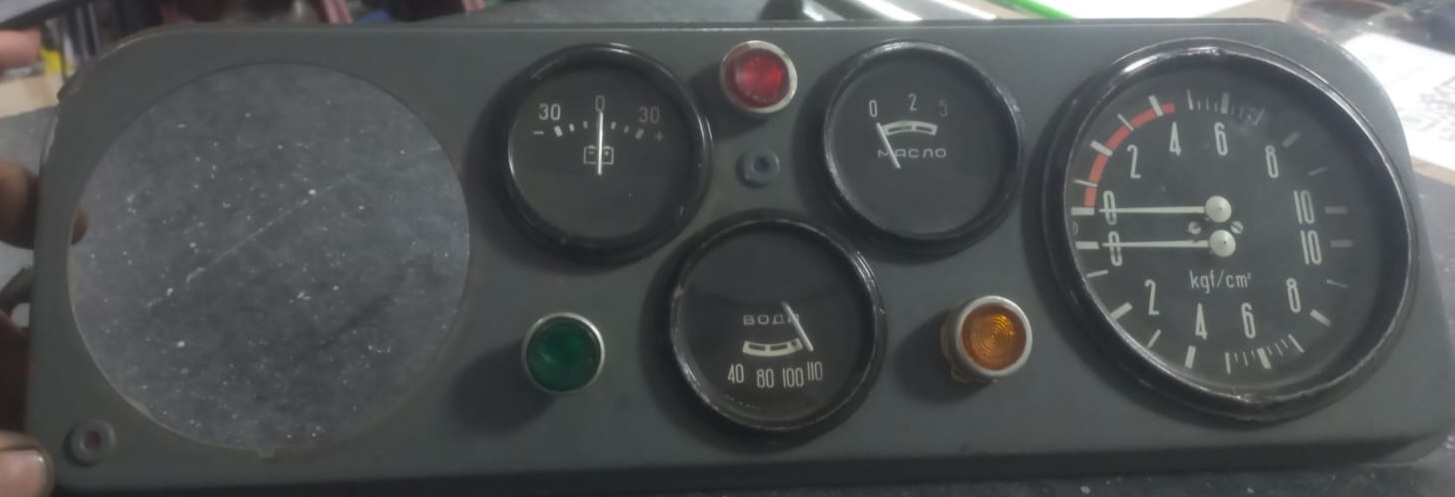
Комбинация Приборов без спидометра КП-201 Зил 130

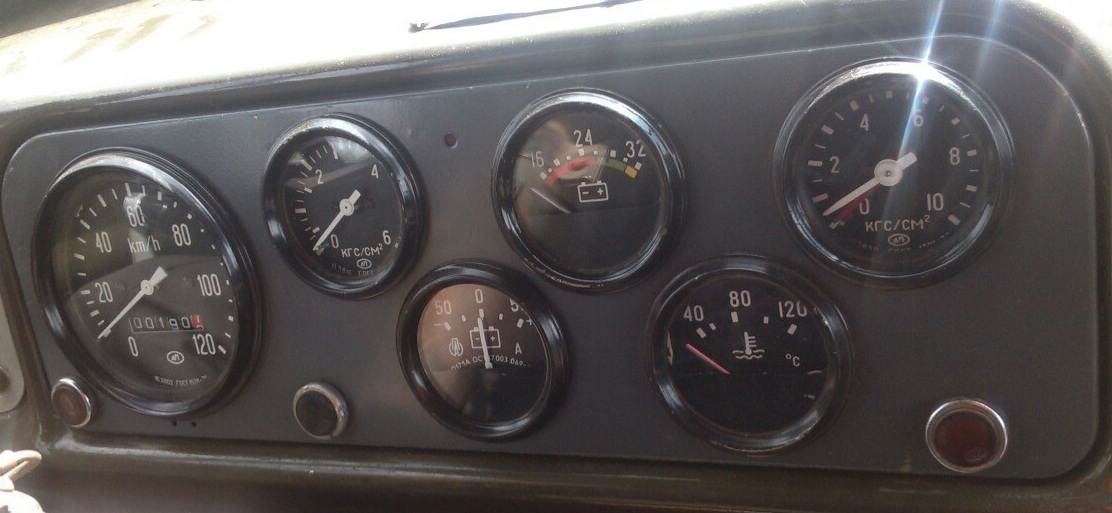
Комбинация приборов Зил Амур

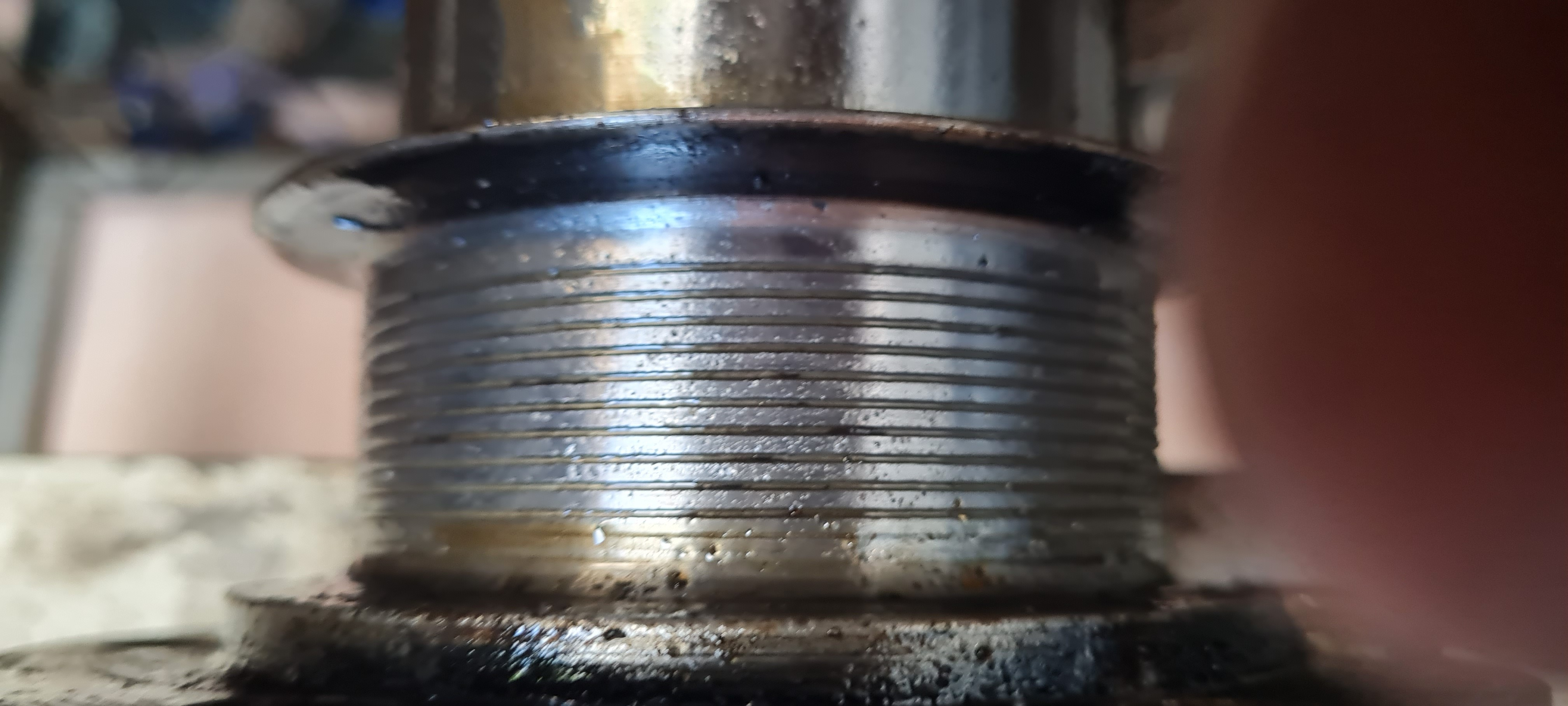
Реьзба на коленвале маслосгонная левая Зил 130

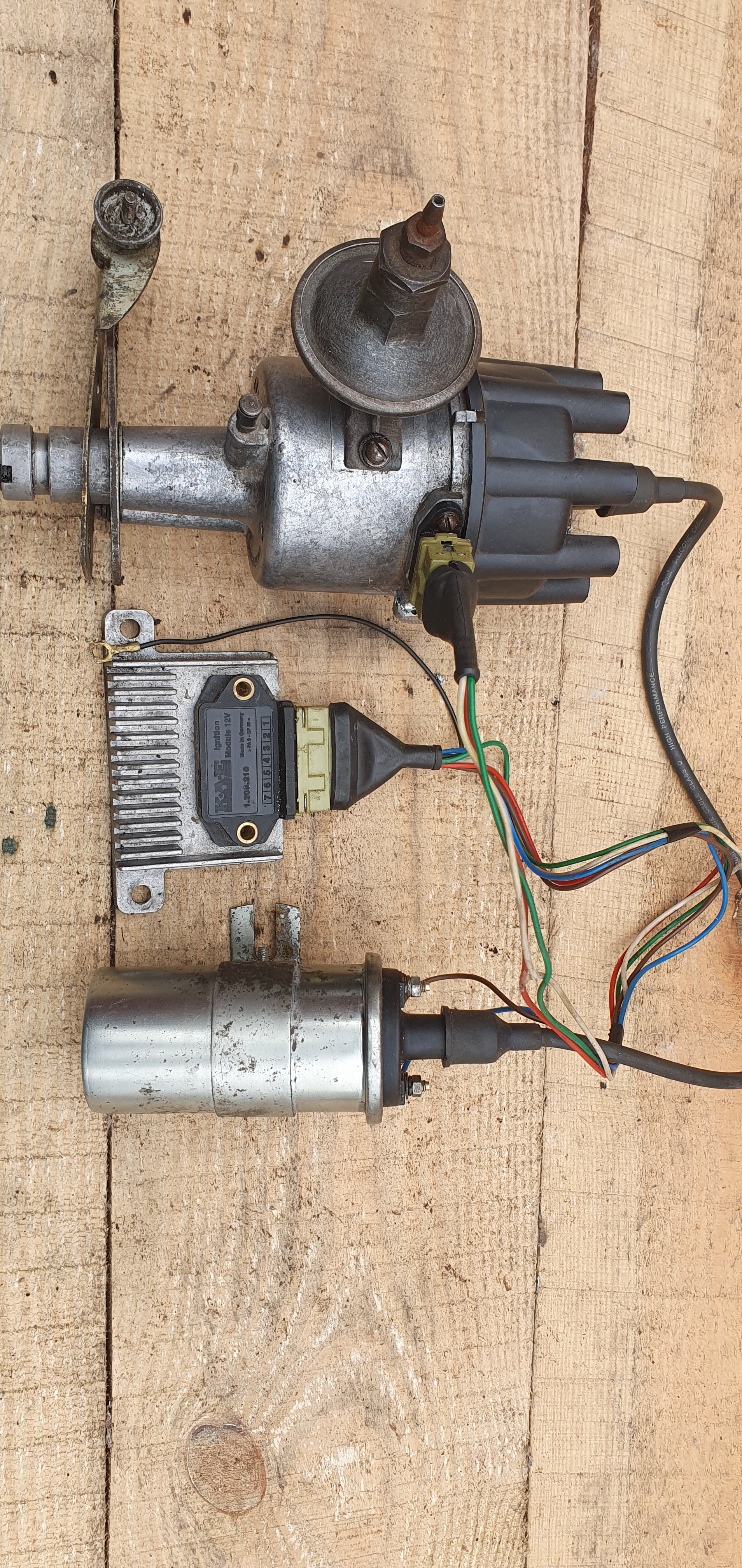
Электронное зажигание Зил на датчике Холла

ЗИЛ-130 (ЗИЛ-431410) — советский и российский среднетоннажный грузовой автомобиль третьего поколения разработки и производства автомобильного завода имени Лихачёва в Москве. Широко использовался в народном хозяйстве и армии, поставлялся на экспорт.
Один из самых массовых автомобилей в истории советского автопрома: за почти полвека производства было выпущено свыше 3,5 млн экземпляров.
По грузоподъёмности (5…6 тонн) занимал нишу среднетоннажного грузовика между более лёгким семейством ГАЗ-53 и более мощными грузовиками семейств МАЗ-500, ЯАЗ (позднее КрАЗ), ЗИЛ-133, КамАЗ.
С 1986 года выпускался под новым стандартизированным индексом — ЗиЛ-431410.

## История
Первые работы над новым грузовиком, предназначенным для замены серийного ЗИС-150, начались на заводе в 1953 году под руководством главного конструктора по грузовым автомобилям А. М. Кригера, ведущим конструктором был назначен Георгий Александрович Феста. Дизайн автомобиля в конечном варианте был определён ведущим художником завода Т. П. Киселёвой. Первоначально проект носил названия ЗИС-125, ЗИС-150М, позднее был переименован в ЗИЛ-130.
- В декабре 1956 года вышел первый опытный образец.
- В 1959 году машина впервые показана на Всесоюзной сельскохозяйственной выставке.
- В феврале 1961 года окончательно утверждено проектное задание.
- В сентябре 1962 года первые пять ЗИЛ-130 отправлены в опытную эксплуатацию на Ярославский шинный завод.
- В 1963 году машины начали сходить с заводского конвейера.
- 1 октября 1964 года, после генеральной реконструкции завода, началось массовое серийное производство автомобиля[2], в декабре этого же года прекратился выпуск предшествующей модели — ЗИЛ-164А (модернизация ЗИС-150).
- в 1973 году автомобилю «ЗИЛ-130» был присвоен Государственный Знак Качества СССР.
- В июне 1974 года изготовлен миллионный ЗИЛ-130.
- В августе 1982 года — двухмиллионный ЗИЛ-130[3].
- С 1 января 1986 года ЗИЛ-130 (в том числе и модификации) получил новое обозначение ЗИЛ-431410. Был введен многоконтурный привод тормозов (МТП), аналогичный тому, что применялся на автомобилях КАМАЗ. При этом внешне автомобиль остался прежним и новое обозначение использовалось только в официальной документации.
- Всего до прекращения производства в декабре 1994 года автозаводом ЗИЛ были изготовлены 3 366 503 грузовика ЗИЛ-130 (не считая изготовленных на других предприятиях автомобильной промышленности)[4].

ЗИЛ-130 в небольших масштабах производился и на других заводах страны.
- В июле 1975 года ЗИЛ-130 начал выпускать Читинский автосборочный завод[5] (по декабрь 1994 года, вместе с головным заводом, изготовлено 3 383 312 экземпляров).
- На узлах ЗИЛ-130 Кутаисский автомобильный завод выпускал грузовики КАЗ-608, КАЗ-608В (использовались двигатель, коробка передач и мосты).
- На шасси ЗИЛ-130 (ЗИЛ-431410) на Чкаловском автобусном заводе был налажен выпуск автобусов «Таджикистан-5» (Таджикистан-3205) (1975—1990)
- С 1994 по 2010 годы последние модификации ЗИЛ-130 выпускались на Уральском автомоторном заводе (УАМЗ), в прошлом филиале ЗиЛа, специализировавшемся на армейских грузовиках ЗИЛ-131Н. Там автомобиль получил новый индекс УАМЗ-43140 или АМУР-43140[6], в разных модификациях использовались различные двигатели, в том числе дизели Д-245.9Е2; помимо штатной, нередко устанавливались кабины и оперение от ЗИЛ-131 и ЗИЛ-433360[7].

## Особенности конструкции

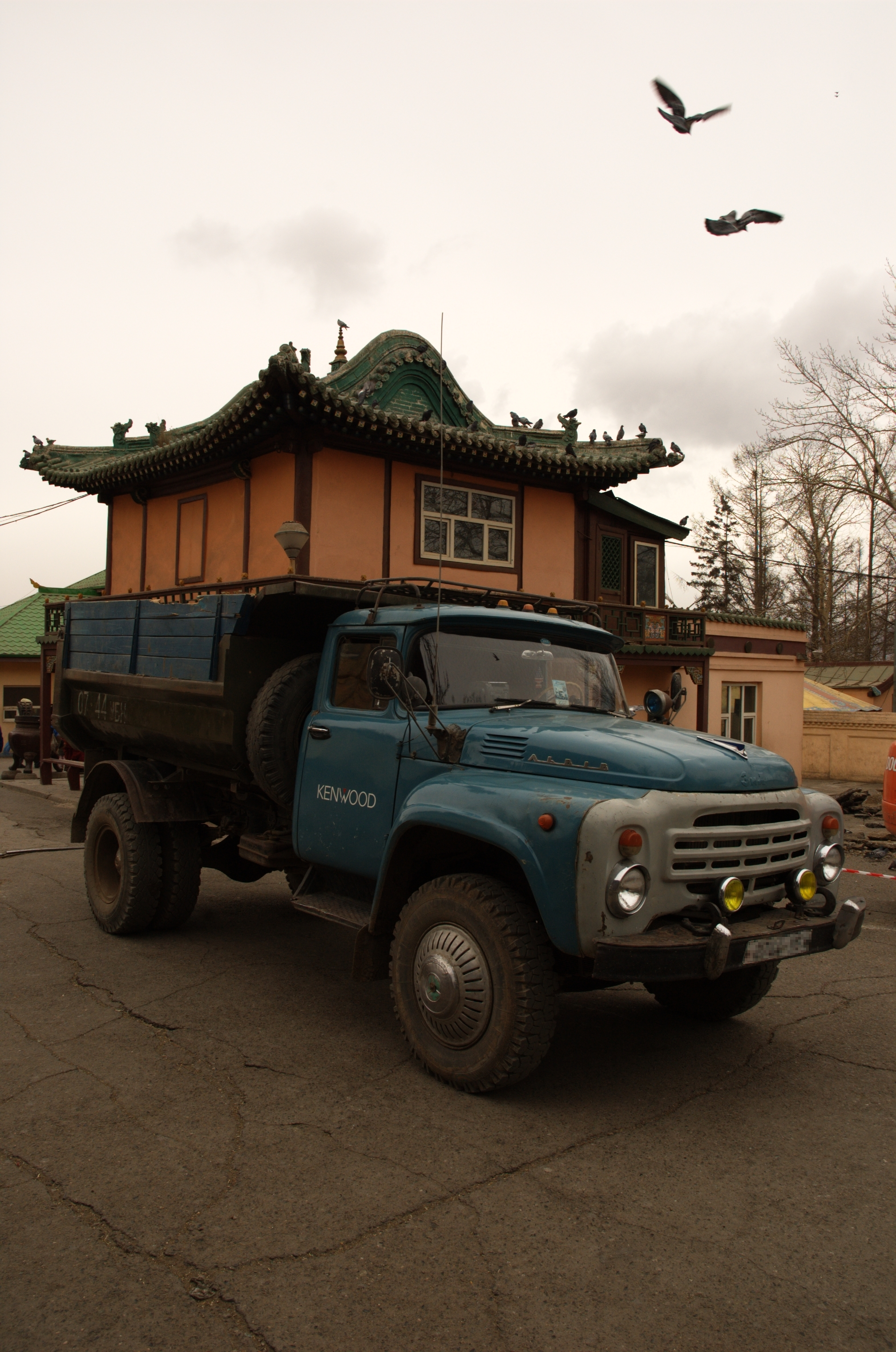
Самосвал ЗИЛ-ММЗ-4505 на базе ЗИЛ-130 в Улан-Баторе (решётка радиатора 2-й серии с 1977 г.)

Автомобиль оснащался 8-цилиндровым карбюраторным четырёхтактным V-образным верхнеклапанным двигателем ЗИЛ-130 мощностью 150 л. с. при 3200 об/мин. (с ограничителем), максимальным крутящим моментом 41 кГм при 1800 об/мин., степенью сжатия 6,5 и рабочим объёмом 5969 см³.
Автомобиль ЗИЛ-130 был оснащён гидроусилителем руля, синхронизированной 5-ступенчатой коробкой передач, трёхместной кабиной с пневматическим стеклоочистителем и ножным омывателем ветрового стекла. Часть автомобилей комплектовалась предпусковым подогревателем двигателя. Впоследствии были введены транзисторное зажигание, генератор переменного тока, изменённый щиток приборов. Позднее были применены изменённая конструкция шарниров карданной передачи и другие новшества. Кабины ранних автомобилей имели два вентиляционных люка в крыше кабины и лючок воздуховода в левой части кабины выше педали сцепления. Потом этот лючок был убран. В семидесятых годах был упразднён сначала левый вентиляционный люк, а потом и правый. До 1970 года бортовые автомобили имели высоту бортов 685 мм, в дальнейшем высота бортов была уменьшена до 575 мм.

## Двигатель

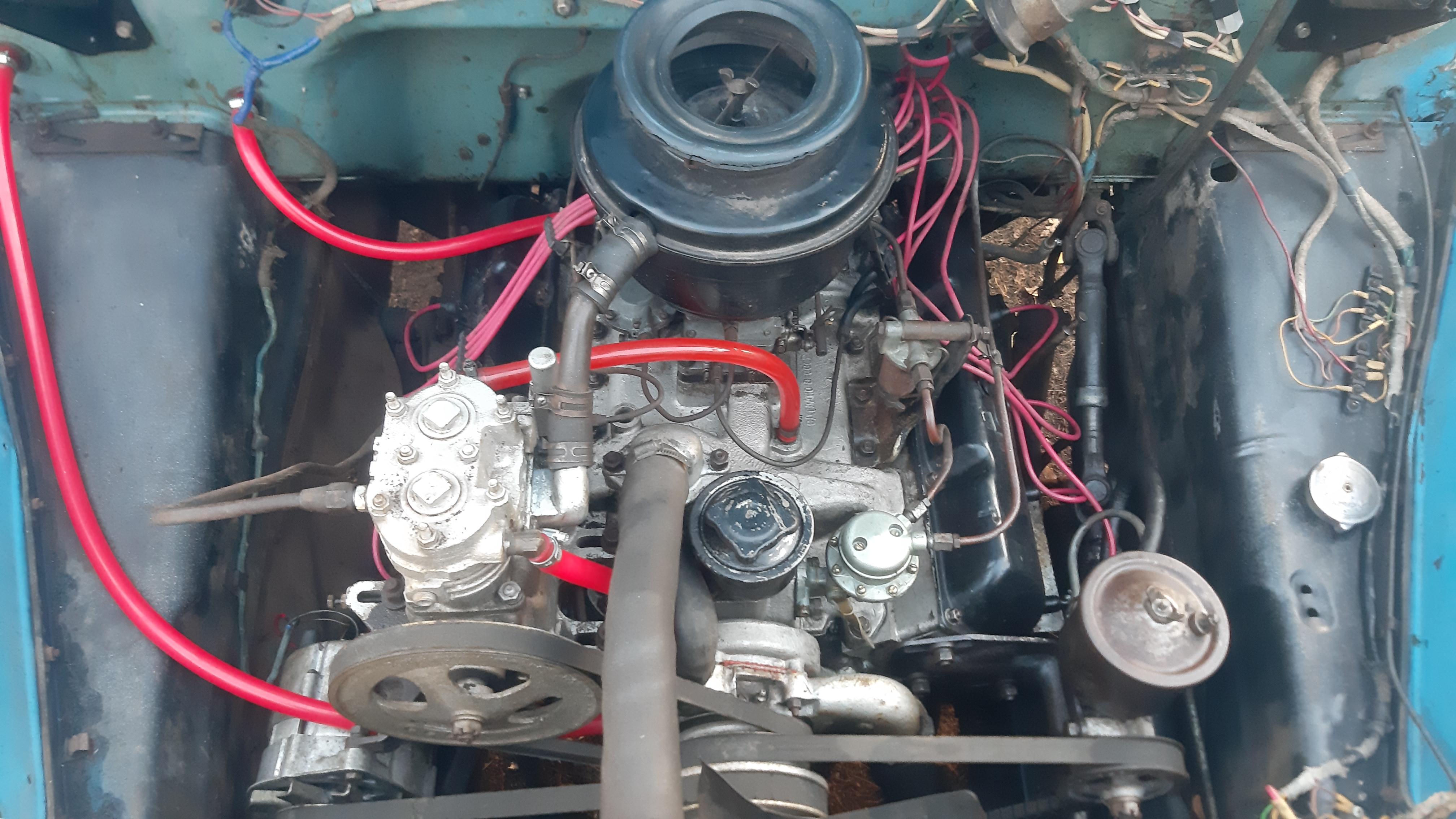
Двигатель V8 Зил-130 бензиновый

Автомобиль получил двигатель, конструкция которого имела много общих черт с двигателем представительской модели ЗИЛ-111, также V-образный, 8-цилиндровый, того же рабочего объёма, рассчитанный на основной в то время в СССР бензин А-76 и с двухкамерным карбюратором К-88, с падающим потоком, сбалансированной поплавковой камерой и ограничителем максимальных оборотов, вместо рассчитанного на достижение высоких мощностных показателей четырёхкамерного у легкового варианта. В целом, двигатели грузовиков и легковых автомобилей марки ЗИЛ в значительной степени различались между собой и имели сравнительно невысокую степень унификации, точно так же, как и двигатели «Чайки» и грузовиков ГАЗ.

## Модификации

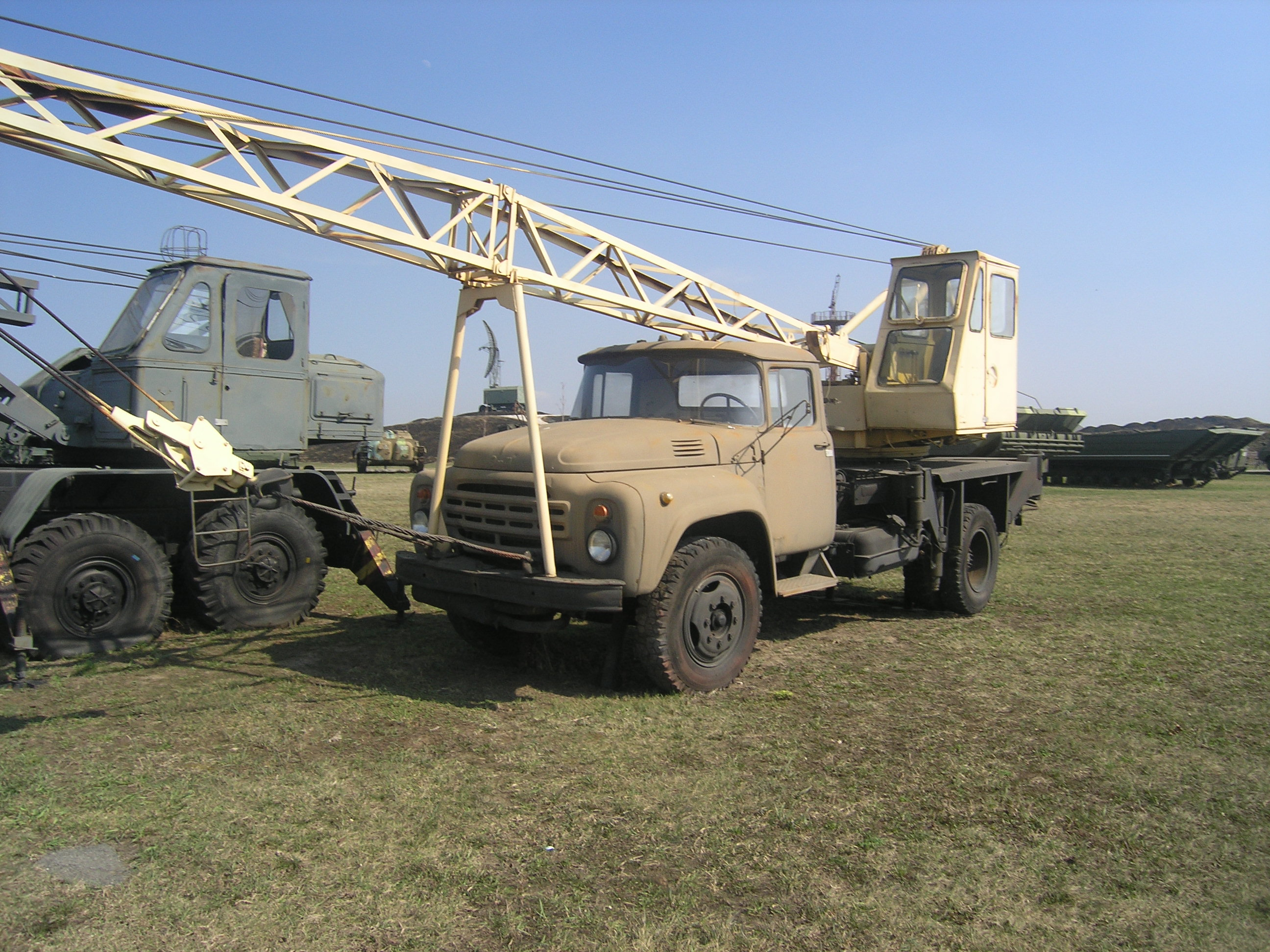
Автокран КС-2561К на базе автомобиля ЗИЛ-130-76

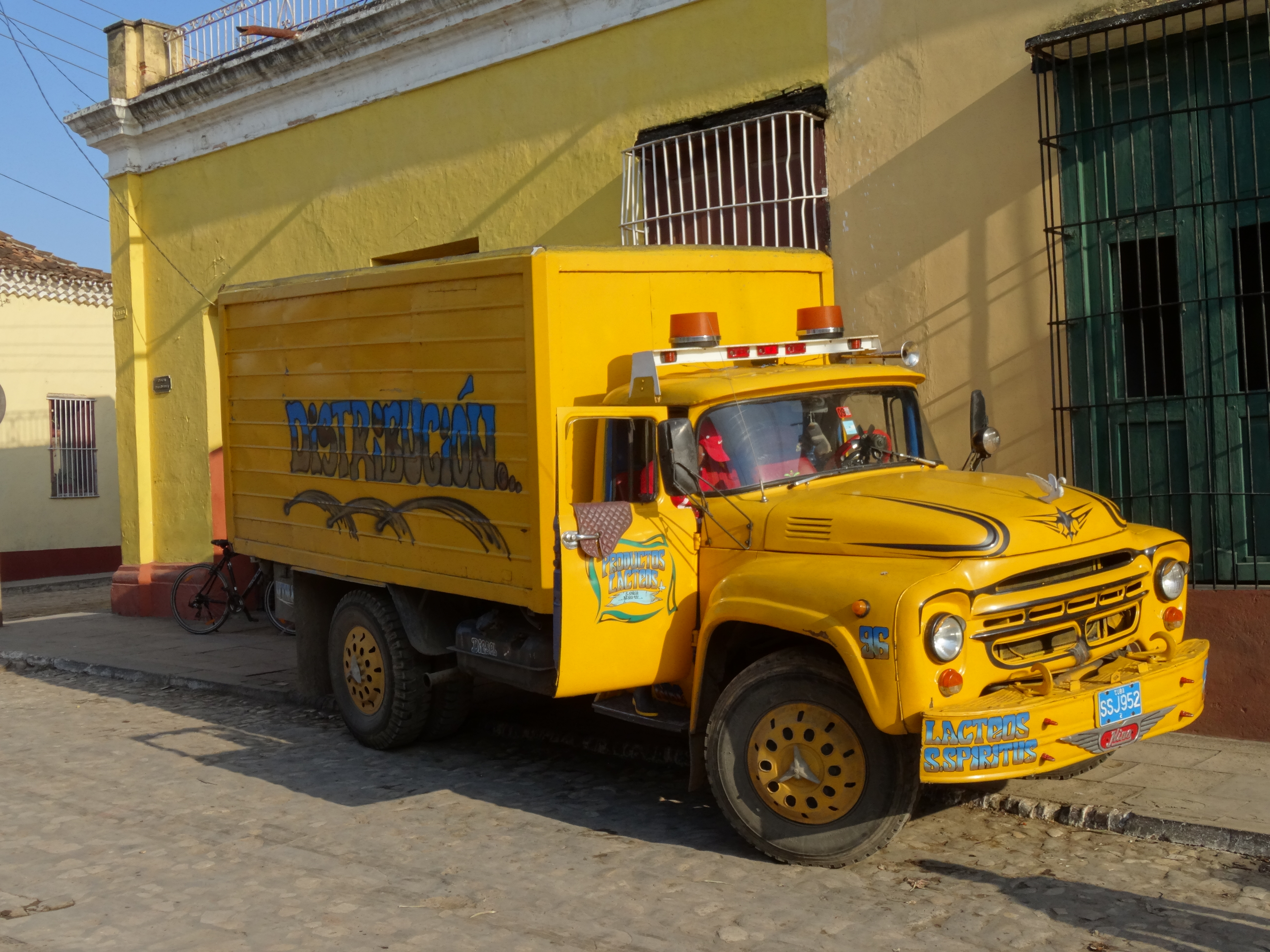
ЗИЛ-130 в городе Тринидад, Куба (март 2014)

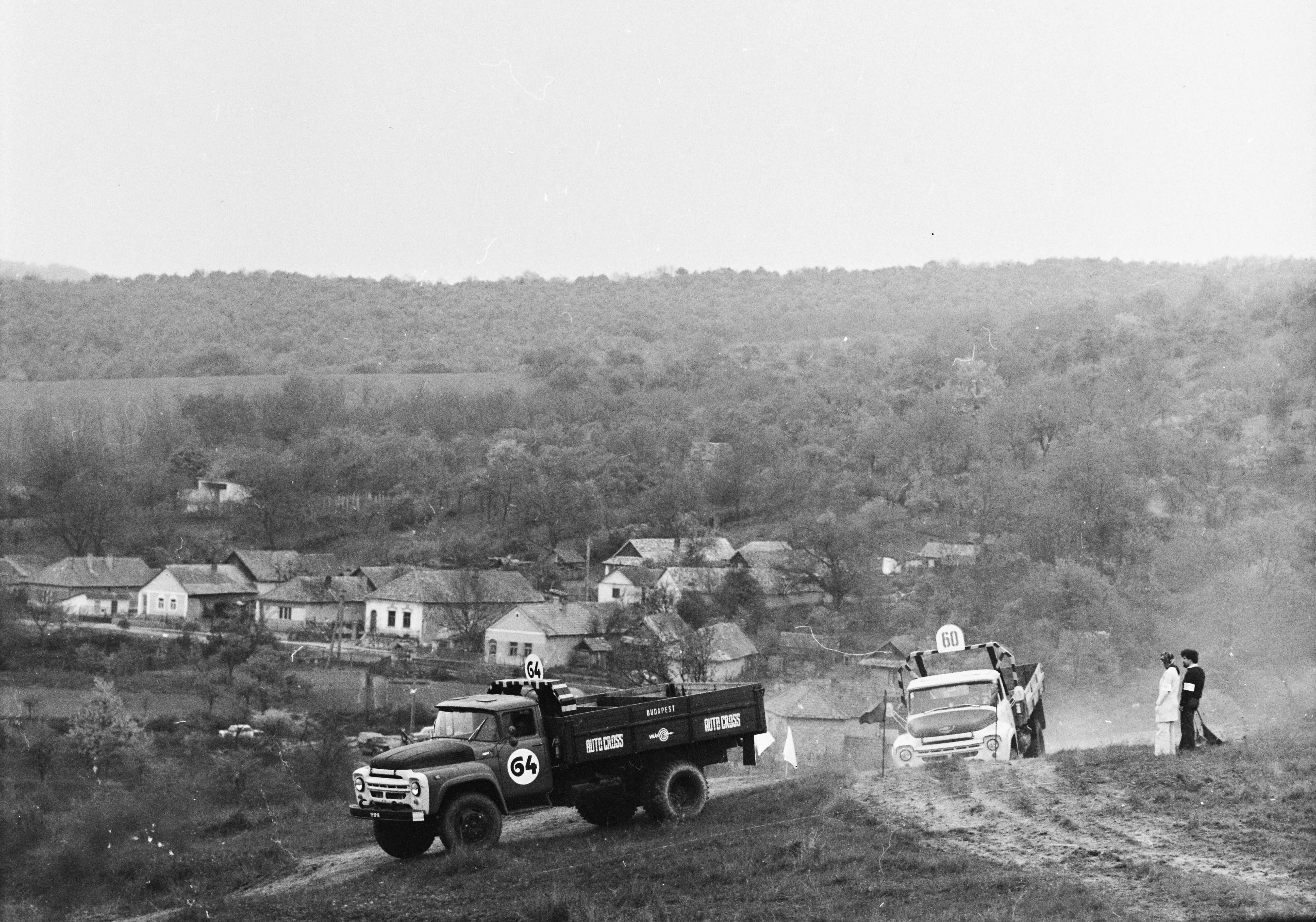
Спортивный ЗИЛ-130 на трассе автокросса

Первоначально заводом планировался выпуск следующих модификаций базовой модели:
- ЗИЛ-130А — бортовой тягач для постоянной работы с прицепом общим весом 8000 кг, оборудованный комбинированным тормозным краном, тягово-сцепным устройством и пневмо- и электровыводами для подключения тормозной системы и электроприборов прицепа;
- ЗИЛ-130Г — бортовой длиннобазный грузовик с платформой с двухсекционными боковыми бортами (колёсная база 4500 мм);

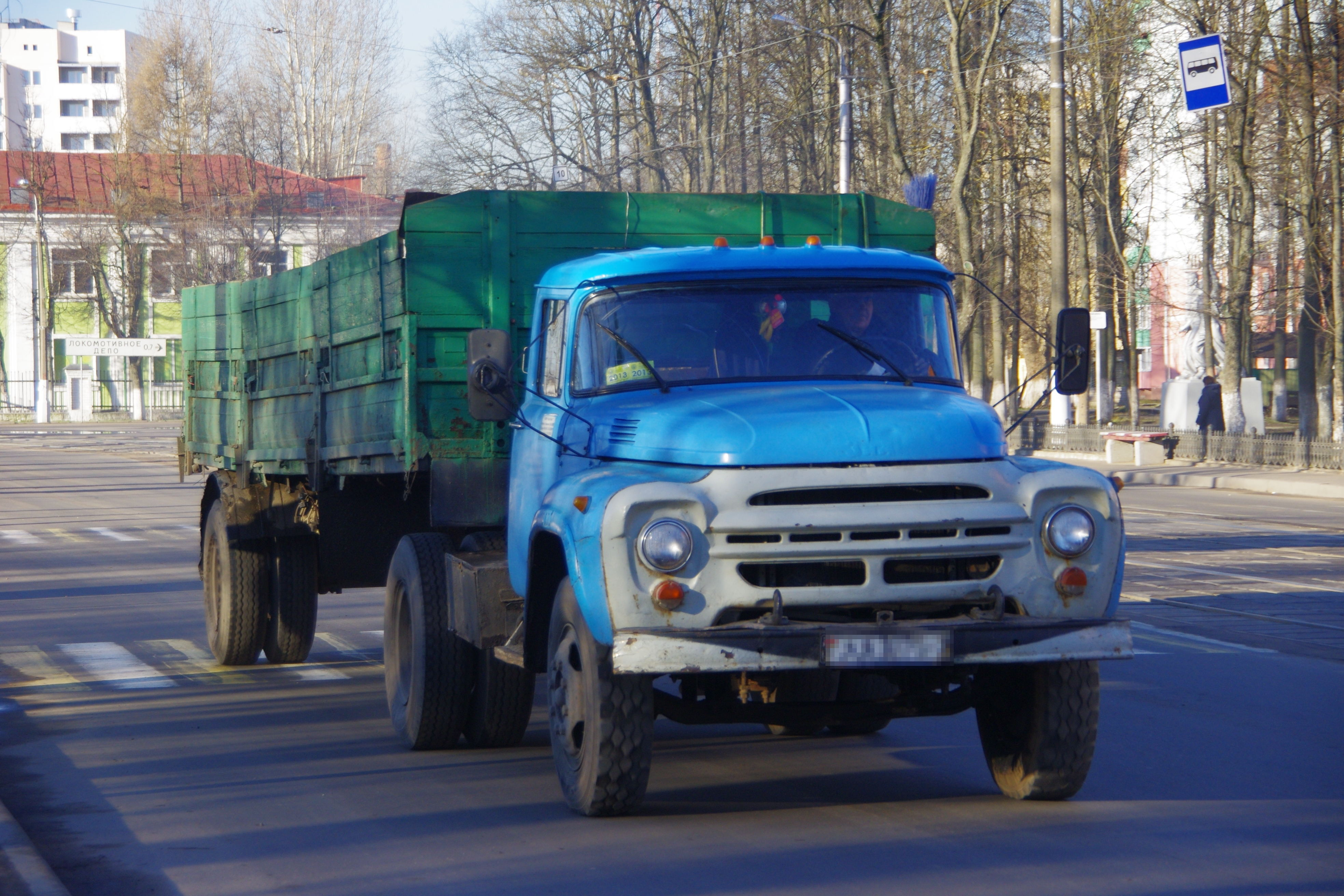
ЗИЛ-130В с прицепом (решётка радиатора первой серии, грузовые автомобили с этой решёткой выпускались до 1979 года)

- ЗИЛ-130В — седельный тягач с укороченной колёсной базой (3300 мм);
- ЗИЛ-130ВТ — седельный тягач с укороченной колёсной базой (3300 мм) и усиленным задним мостом;
- ЗИЛ-130Д — шасси для строительных самосвалов с укороченной колёсной базой (3300 мм);
- ЗИЛ-130Б — шасси для сельскохозяйственных самосвалов с колёсной базой 3800 мм;

Во время производства были проведены 2 значительные модернизации семейства ЗИЛ-130 в 1966 и 1977 годах. После второй в частности изменилась решётка радиатора (добавлен второй ряд «медуниц»).
- ЗИЛ-130 — Прототип (1958 г).
- ЗИЛ-130 — Прототип (1962 г).
- ЗИЛ-В1 «Витязь» — снегоболотоход, созданный в 1967 году специальным конструкторским бюро Газстроймашина в содружестве с КБ ЗИЛ с широким использованием готовых узлов. Представлял собой бортовой грузовик со стандартной кабиной от ЗИЛ-130 на гусеничном ходу. Использовалась широкая резинометаллическая лента, обеспечивающая весьма малое удельное давление на грунт. В качестве катков использовались пневматические шины[8].
- Давление на грунт: 0,13 кг/см²
- Грузоподъёмность: 3 т
- Скорость на дороге: 27 км/ч
- Скорость по снегу: 10 км/ч

## Базовые модели и серийные модификации (1963—1986)
- ЗИЛ-130 (1963—1966) — базовый бортовой автомобиль (и шасси для специализированных автомобилей) с двигателем ЗИЛ-130 мощностью 148 л. с., первый серийный вариант. Грузоподъёмность варьировалась в пределах от 4000 до 5500 кг в зависимости от типа дорожного покрытия. Ресурс до капитального ремонта составлял 135 тыс. км.
- ЗИЛ-130-66 (1966—1977) — вариант 1966 года. Мощность двигателя увеличена до 150 л. с., внедрён ряд усовершенствований конструкции. Грузоподъёмность определена в 5000 кг, ресурс возрос до 200 тыс. км.
- ЗИЛ-130-76 (1977—1984) — вариант 1976 года. Грузоподъёмность увеличена до 6000 кг, ресурс — до 300 тыс. км.
- ЗИЛ-130-80 (1984—1986) — вариант 1980 года. Комплектовался тремя независимыми тормозными системами.

(Индексы −66, −76 и −80 применялись для обозначения указанных версий ЗИЛ-130 и его модификаций в различной технической документации и справочниках, но не отражались в торговых наименованиях автомобилей и заводских табличках с указанием их моделей.)
- ЗИЛ-130Э (1965—1986) — бортовой (и шасси для спецавтомобилей) грузоподъёмностью 6000 кг, экспортный вариант для стран с умеренным климатом.
- ЗИЛ-130Т (1965—1986) — бортовой (и шасси для спецавтомобилей) грузоподъёмностью 6000 кг, экспортный вариант для стран с тропическим климатом.
- ЗИЛ-130Е (1967—1986) — бортовой (и шасси для спецавтомобилей) с экранированным электрооборудованием (от ЗИЛ-131).
- ЗИЛ-130ЕЭ (1967—1986) — бортовой (и шасси для спецавтомобилей) с экранированным электрооборудованием, грузоподъёмностью 6000 кг, экспортный вариант для стран с умеренным климатом.
- ЗИЛ-130ЕТ (1967—1986) — бортовой (и шасси для спецавтомобилей) с экранированным электрооборудованием, грузоподъёмностью 6000 кг, экспортный вариант для стран с тропическим климатом.
- ЗИЛ-130С (1974—1986) — бортовой (и шасси для спецавтомобилей), для районов Севера. Выпускался Читинским автосборочным заводом.
- ЗИЛ-130Г (1965—1986) — бортовой (и шасси для спецавтомобилей) длиннобазный (база 4500 мм).
- ЗИЛ-130ГЭ (1965—1986) — бортовой (и шасси для спецавтомобилей) длиннобазный, грузоподъёмностью 6000 кг, экспортный вариант для стран с умеренным климатом.
- ЗИЛ-130ГТ (1965—1986) — бортовой (и шасси для спецавтомобилей) длиннобазный, грузоподъёмностью 6000 кг, экспортный вариант для стран с тропическим климатом.
- ЗИЛ-130ГЕ (1967—1986) — бортовой (и шасси для спецавтомобилей) длиннобазный с экранированным электрооборудованием.
- ЗИЛ-130ГЕТ (1967—1986) — бортовой длиннобазный с экранированным электрооборудованием, грузоподъёмностью 6000 кг, экспортный вариант для стран с умеренным и тропическим климатом.
- ЗИЛ-130ГС (1974—1986) — бортовой длиннобазный, для районов Севера. Выпускался Читинским автосборочным заводом.
- ЗИЛ-130ГУ (1977—1986) — бортовой с особо длинной базой (5600 мм) с использованием узлов от ЗИЛ-133Г1. Выпускался небольшими партиями.
- ЗИЛ-130АН (1974—1986) — бортовой (и шасси для спецавтомобилей) с двигателем ЗИЛ-157Д мощностью 110 л. с.
- ЗИЛ-130В1 (1964—1986) — седельный тягач. Предназначался для использования с полуприцепом общим весом 10500 кг (для модели ЗИЛ-130В1-66 — 12400 кг; для модели ЗИЛ-130В1-76 — 14400 кг).
- ЗИЛ-130В1Э (1965—1986) — седельный тягач, экспортный вариант для стран с умеренным климатом.
- ЗИЛ-130В1Т (1965—1986) — седельный тягач, экспортный вариант для стран с тропическим климатом.
- ЗИЛ-130В1Е (1967—1986) — седельный тягач с экранированным электрооборудованием.
- ЗИЛ-130Д1 (1964—1986) — шасси под промышленные самосвалы ЗИЛ-ММЗ-555 и ЗИЛ-ММЗ-4502 (колёсная база 3300 мм).
- ЗИЛ-130Д1Э (1965—1986) — шасси под промышленный самосвал ЗИЛ-ММЗ-555Э, экспортный вариант для стран с умеренным климатом.
- ЗИЛ-130Д1Т (1965—1986) — шасси под промышленный самосвал ЗИЛ-ММЗ-555Т, экспортный вариант для стран с тропическим климатом.
- ЗИЛ-130Д2 (1968—1986) — шасси, оборудованное комбинированным тормозным краном, тягово-сцепным устройством, пневмо- и электровыводами для подключения тормозной системы и электроприборов прицепа, под промышленные самосвалы-тягачи ЗИЛ-ММЗ-555А и ЗИЛ-ММЗ-45022 (колёсная база 3300 мм).
- ЗИЛ-130Д3 — шасси, оборудованное комбинированным тормозным краном, тягово-сцепным устройством, пневмо- и электровыводами для подключения тормозной системы и электроприборов прицепа, под самосвал-тягач (колёсная база 3300 мм).
- ЗИЛ-130Б2 (1972—1986) — шасси, оборудованное комбинированным тормозным краном, тягово-сцепным устройством, пневмо- и электровыводами для подключения тормозной системы и электроприборов прицепа, под сельскохозяйственные самосвалы-тягачи ЗИЛ-ММЗ-554 и ЗИЛ-ММЗ-554М (колёсная база 3800 мм).
- ЗИЛ-130К (1974—1986) — шасси с двигателем ЗИЛ-157Д мощностью 110 л. с. под промышленные самосвалы ЗИЛ-ММЗ-555К и ЗИЛ-ММЗ-45021 (колёсная база 3300 мм).
- ЗИЛ-136И (1965—1986) — бортовой, экспортный вариант с дизельным двигателем Perkins 6.345 мощностью 140 л. с.
- ЗИЛ-136ИГ (1965—1986) — бортовой длиннобазный (база 4500 мм), экспортный вариант с дизельным двигателем Perkins 6.345 мощностью 140 л. с.
- ЗИЛ-136ИД1 (1965—1986) — шасси под промышленный самосвал, экспортный вариант с дизельным двигателем Perkins 6.345 мощностью 140 л. с. (колёсная база 3300 мм).
- ЗИЛ-138 (1977—1986) — бортовой (и шасси для спецавтомобилей) газобаллонный для работы на сжиженном нефтяном газе.
- ЗИЛ-138В1 (1977—1986) — газобаллонный седельный тягач для работы на сжиженном нефтяном газе.
- ЗИЛ-138Д2 (1977—1986) — газобаллонное шасси для работы на сжиженном нефтяном газе, оборудованное комбинированным тормозным краном, тягово-сцепным устройством, пневмо- и электровыводами для подключения тормозной системы и электроприборов прицепа, под промышленный самосвал-тягач ЗИЛ-ММЗ-45023 (колёсная база 3300 мм).
- ЗИЛ-138А (1982—1986) — бортовой (и шасси для спецавтомобилей) газобаллонный грузоподъёмностью 5400 кг (5200 кг при использовании баллонов из углеродистой стали) для работы на сжатом природном газе и бензине А-76, с двигателем ЗИЛ-138А мощностью 120 л. с. и степенью сжатия 6,5.
- ЗИЛ-138АГ (1982—1986) — бортовой (и шасси для спецавтомобилей) газобаллонный длиннобазный (база 4500 мм) грузоподъёмностью 5300 кг (5000 кг при использовании баллонов из углеродистой стали) для работы на сжатом природном газе и бензине А-76, с двигателем ЗИЛ-138А мощностью 120 л. с. и степенью сжатия 6,5.
- ЗИЛ-138И — бортовой (и шасси для спецавтомобилей) газобаллонный для работы на сжатом природном газе и бензине АИ-93, с двигателем ЗИЛ-138И мощностью при работе на сжатом газе 135 л. с.(100 кВт) и максимальным крутящим моментом 33 кГс*м (323.62 Н*м), при работе на бензине мощность составляет 160 л. с. (117,3 кВт), степень сжатия увеличена 8,0.
- ЗИЛ-138ИГ — бортовой газобаллонный длиннобазный (база 4500 мм) для работы на сжатом природном газе и бензине АИ-93, с двигателем ЗИЛ-138И мощностью при работе на сжатом газе 135 л. с.(100 кВт) и максимальным крутящим моментом 33 кГс*м (323.62 Н*м), при работе на бензине мощность составляет 160 л. с. (117,3 кВт), степень сжатия увеличена 8,0.

## Опытные модификации
- ЗИЛ-130Л (1957—1960) — бортовой, с рядным 6-цилиндровым двигателем ЗИЛ-120ВК мощностью 130—140 л. с., без оснастки для работы с прицепом.
- ЗИЛ-130ГЛ (1957) — бортовой длиннобазный (база 4500 мм), с рядным 6-цилиндровым двигателем ЗИЛ-120ВК мощностью 130—140 л. с., без оснастки для работы с прицепом.
- ЗИЛ-130ВЛ (1960) — седельный тягач с рядным 6-цилиндровым двигателем ЗИЛ-120ВК мощностью 130—140 л. с.
- ЗИЛ-130М (1961) — бортовой, с V-образным 8-цилиндровым двигателем ЗМЗ-41 (семейства ЗМЗ-53) от БРДМ-2 мощностью 135—138 л. с. с рабочим объёмом 5,5 л, без оснастки для работы с прицепом.
- ЗИЛ-130ГМ (1961) — бортовой длиннобазный (база 4500 мм), с V-образным 8-цилиндровым двигателем ЗМЗ-41 мощностью 135—138 л. с.с рабочим объёмом 5,5 л, без оснастки для работы с прицепом.
- ЗИЛ-130А (1961) — бортовой тягач с двухскоростным задним мостом, оборудованный комбинированным тормозным краном, тягово-сцепным устройством, пневмо- и электровыводами для подключения тормозной системы и электроприборов прицепа.
- ЗИЛ-130АУ (1961) — бортовой тягач с двухскоростным задним мостом, оборудованный комбинированным тормозным краном, тягово-сцепным устройством, пневмо- и электровыводами для подключения тормозной системы и электроприборов прицепа, грузоподъёмностью 5500 кг с усиленной рамой и подвеской.
- ЗИЛ-130ГУ — бортовой длиннобазный (база 4500 мм) грузоподъёмностью 5500 кг с усиленной рамой и подвеской. Под этим индексом в дальнейшем (с 1977 года) в ограниченных количествах стал выпускаться бортовой грузовик с особо длинной базой (5600 мм).
- ЗИЛ-130В (1961) — седельный тягач с двухскоростным задним мостом.
- ЗИЛ-130ВТ (1962) — седельный тягач с усиленным двухскоростным задним мостом.
- ЗИЛ-130В2 — седельный тягач с колёсной базой 3800 мм.
- ЗИЛ-130Д (1961) — шасси с двухскоростным задним мостом под промышленный самосвал (колёсная база 3300 мм).
- ЗИЛ-130Б (1961) — шасси под сельскохозяйственный самосвал (колёсная база 3800 мм).
- ЗИЛ-130Н (1961) — гидрофицированный седельный тягач с коробкой отбора мощности и насосом для работы с самосвальным полуприцепом-зерновозом ММЗ-812.
- ЗИЛ-130А1 (1962) — бортовой тягач с односкоростным задним мостом, оборудованный комбинированным тормозным краном, тягово-сцепным устройством, пневмо- и электровыводами для подключения тормозной системы и электроприборов прицепа.
- ЗИЛ-Э130 — бортовой, с алюминиевой платформой.
- ЗИЛ-130В1С (1974) — седельный тягач для районов Севера. Кроме северной комплектации в отличие от серийного ЗИЛ-130В1 имел колёсную базу 3800 мм и снабжался двумя запасными колёсами, крепившимися в вертикальной стойке позади кабины, а также петлёй для вытаскивания, устанавливавшейся на задней поперечине рамы. Выпущен опытно-промышленной серией.
- ЗИЛ-130ГМД (1981) — бортовой длиннобазный (база 4500 мм), с дизельным двигателем и интегральным оперением.
- ЗИЛ-Э138АВ (1981) — газобаллонный седельный тягач для работы на сжатом газе. Колёсная база 3800 мм, 8 газовых баллонов.
- ЗИЛ-138АБ (1982) — газобаллонное шасси для работы на сжатом природном газе и бензине А-76, с двигателем ЗИЛ-138А мощностью 120 л. с. и степенью сжатия 6,5; оборудованное комбинированным тормозным краном, тягово-сцепным устройством, пневмо- и электровыводами для подключения тормозной системы и электроприборов прицепа, под самосвал-тягач ЗИЛ-ММЗ-45054 (колёсная база 3800 мм). Не пошло в серию в связи с неготовностью ММЗ к производству самосвальной надстройки. В дальнейшем получило наименование ЗИЛ-496110 и выпускалось с 1987 года.
- ЗИЛ-138ИБ (1982) — газобаллонное шасси для работы на сжатом природном газе и бензине АИ-93, с двигателем ЗИЛ-138И мощностью 135 л. с. и степенью сжатия 8,0; оборудованное комбинированным тормозным краном, тягово-сцепным устройством, пневмо- и электровыводами для подключения тормозной системы и электроприборов прицепа, под модификацию самосвала-тягача ЗИЛ-ММЗ-45054. Не пошло в серию из-за неготовности ММЗ к производству самосвальной надстройки.

С 1986 года в соответствии с ОСТ 37.001-269-83 автомобили семейства ЗИЛ-130 получили новые индексы согласно ОН 025270-66: ЗИЛ-431410 (ЗИЛ-130), ЗИЛ-431510 (ЗИЛ-130Г), ЗИЛ-441510 (ЗИЛ-130В1), ЗИЛ-431810 (ЗИЛ-138), ЗИЛ-431610 (ЗИЛ-138А) и т. д.

## Серийныепожарные автомобилина базе ЗИЛ-130

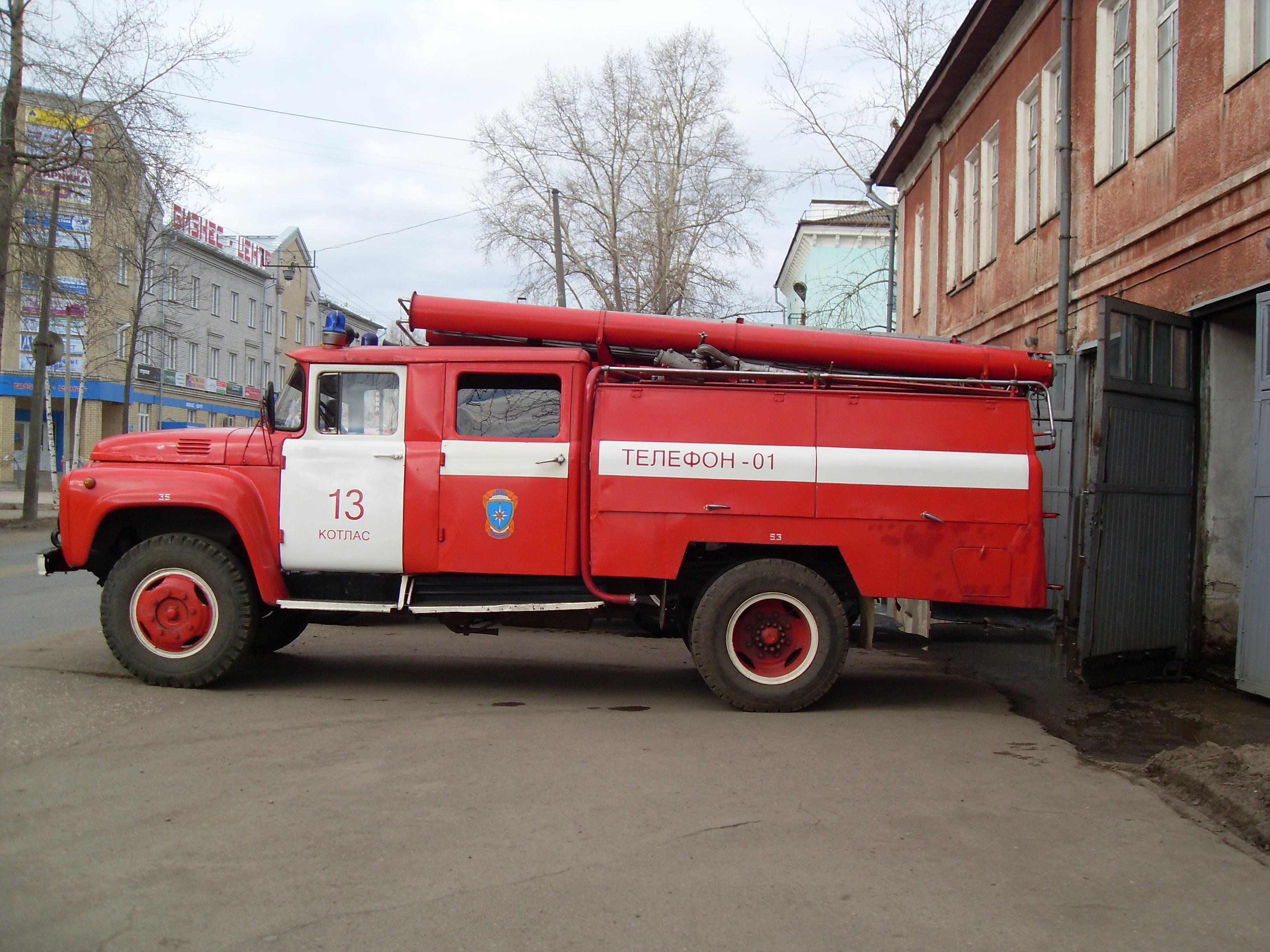
Пожарный автомобиль АЦ-40(130)-63Б

- АЦ-30(130)-63
- АЦ-30(130)-63А
- АЦ-40(130)-63Б
- АН-30(130)-64
- АН-30(130)-64А
- АЦ-40(130Е)-126
- АН-40(130Е)-127
- АНР-40(130)-127А
- АНР-40(130)-127Б
- АГ-24(130)-198
- АП-2(130)-148
- АП-3(130)-148А

## Иностранные модификации

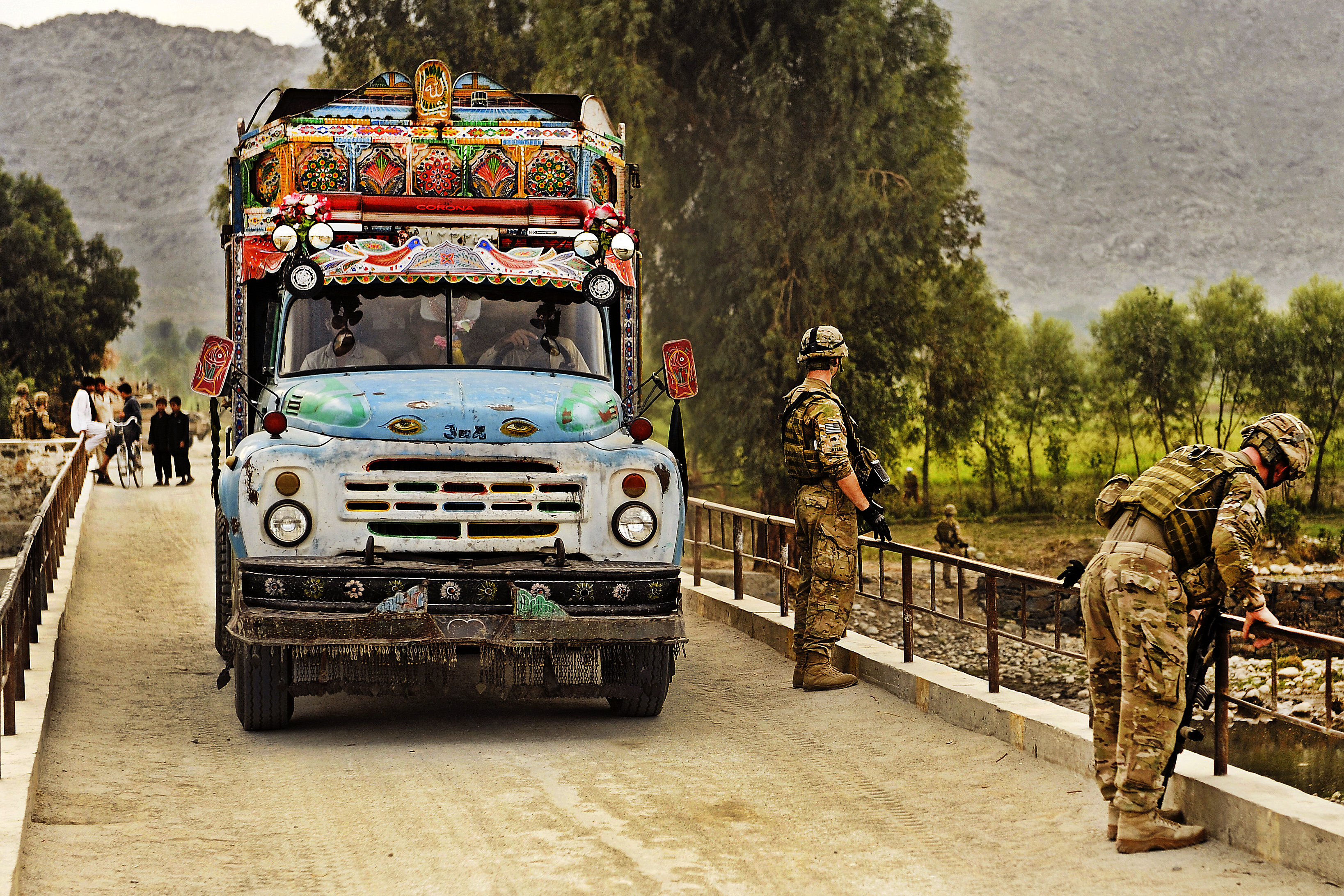
ЗИЛ-130 в Афганистане

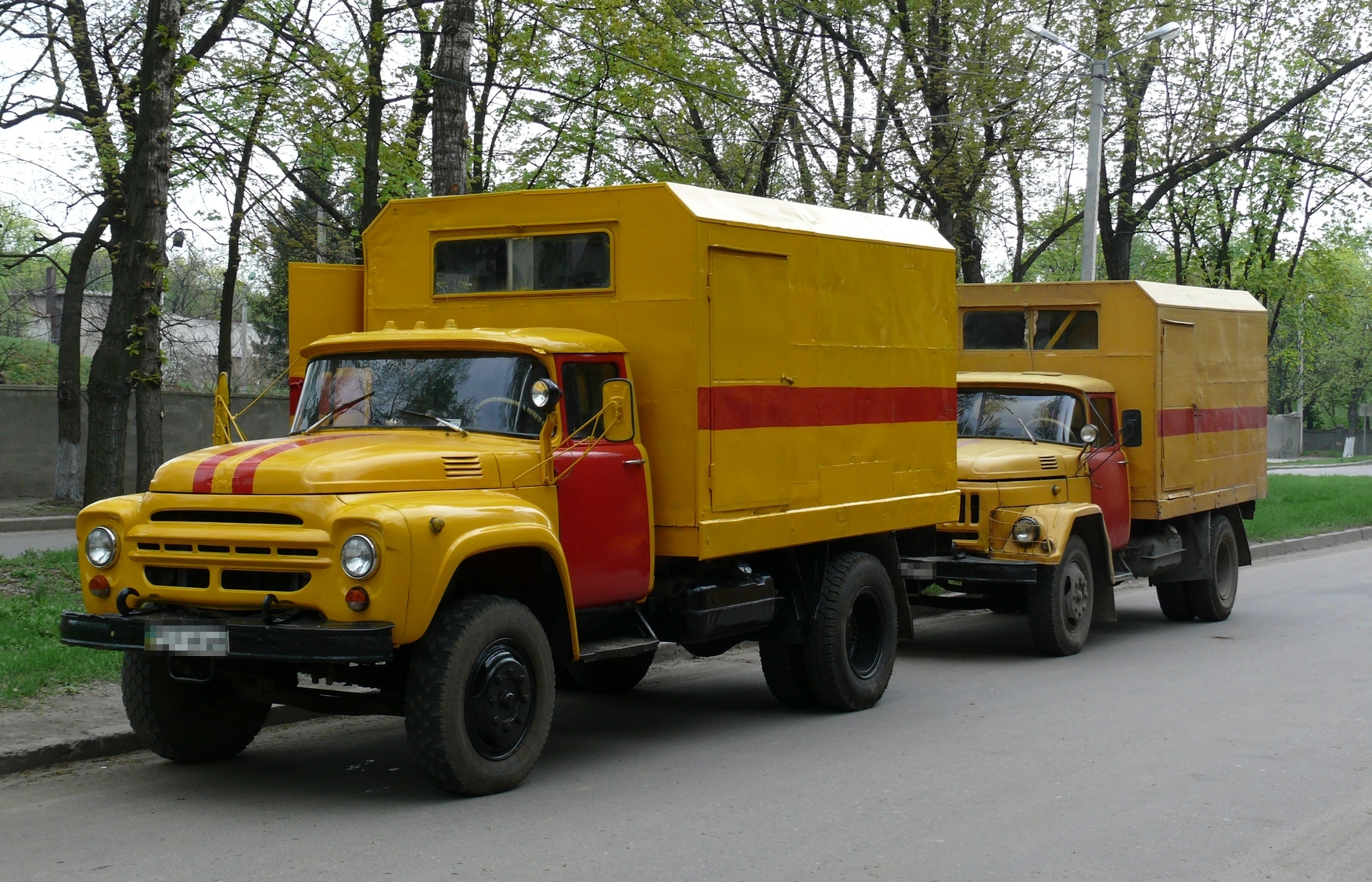
Два ЗИЛ-130 (второй сборки УАМЗ, с частью кабины от ЗИЛ-131) аварийной службы

Переоборудование и создание специализированных автомашин на базе ЗИЛ-130 имело место не только на территории СССР, но и в других странах мира, в которые экспортировали эти автомобили. Так, на кубинском предприятии «Martires de Giron» в городе Гуанахай была освоена ремоторизация грузовиков ЗИЛ-130 с установкой дизельного двигателя кубинского производства. В июле 1981 года выпуск грузовика с дизельным двигателем на базе ЗИЛ-130 освоили на Шуменском заводе грузовых автомобилей в Болгарии.

## ЗИЛ-138
ЗИЛ-138 — советский среднетоннажный грузовой автомобиль производства Завода имени Лихачёва, работающий на газовом топливе. Создан на базе ЗИЛ-130.
Снаряжённая масса 4415 кг, полная масса 9640 кг. Внешне грузовик отличается от базового ЗИЛ-130 баллоном красного цвета со сжиженным газом. На автомобиле установлен 10-литровый бензиновый бак. Серийный ЗИЛ-130 может быть переоборудован в ЗИЛ-138 силами авторемонтных заводов при помощи комплекта заводских деталей. ЗИЛ-138А комплектовался газобаллонным оборудованием для работы на сжатом природном газе. Внешне отличался установленными под кузовов восемью стальными баллонами красного цвета или одним 160-литровым, также красным.

### Двигатель
V-образный 8-цилиндровый двигатель работает на газе марки «Технический пропан» (ГОСТ 10196-62) или компримированный природный газ (в зависимости от установленного газобаллонного оборудования). На бензине А-76 автомобиль может работать в течение краткого времени. Мощность 150 л. с. при 3200 оборотах в минуту, степень сжатия 8. Также отличается головками блока цилиндров с уменьшенными камерами сгорания для увеличения степени сжатия, и установленным вместо карбюратора газового смесителя.

### Газовое оборудование
Газ находится в баллоне в двух фазах: 90 % объёма жидкая фаза и 10 % объёма паровая фаза. Их смесь через трубопроводы идёт к вентилю, затем в испаритель, где вся смесь превращается в пар. Затем пар проходит через фильтры для очистки от смолистых веществ и механической грязи и поступает в редуктор.
Редуктор — это двухступенчатый автоматический диафрагменный регулятор давления с рычажной передачей давления от диафрагмы к клапанам. Первая ступень работает при высоком, вторая при низком давлении. Редуктор снижает давление газа, регулирует количество топлива при разных оборотах двигателя при помощи экономайзера.
ГБО под природный газ (метан) и для работы на сжиженном газе (пропано-бутановая смесь), отличается первой ступенью. Для работы на пропане установлен испаритель, для работы на метане установлен редуктор высокого давления, с подогревом от выхлопных газов. Впоследствии подогрев осуществлялся от системы охлаждения. Эта же система перешла на модель ЗиЛ 431610.
После редуктора газ поступает на смеситель, где образуется газовоздушная питающая смесь. Газовый смеситель установлен на впускном коллекторе двигателя. Смеситель объединён с приводом пневмоцентробежного ограничителя частоты вращения коленчатого вала.

### Бензиновое оборудование
Бензобак объёмом около 10 литров позволял при окончании газа доехать до газовой заправки, так как бензиновая система выполняла роль резервной.

### Модификации
ЗИЛ-138: базовая модификация, предназначенная для работы на смеси углеводородных газов пропан-бутан. Кроме бортового автомобиля, в семейство ЗИЛ-138 входили также:
- седельный тягач ЗИЛ-138В1 и
- шасси строительного самосвала ЗИЛ-138Д2.

#### Базовые модели и серийные газобаллонные модификации
- ЗИЛ-138 (1977—1986) — бортовой (и шасси для спецавтомобилей) газобаллонный для работы на сжиженном нефтяном газе.
- ЗИЛ-138В1 (1977—1986) — газобаллонный седельный тягач для работы на сжиженном нефтяном газе.
- ЗИЛ-138Д2 (1977—1986) — газобаллонное шасси для работы на сжиженном нефтяном газе, оборудованное комбинированным тормозным краном, тягово-сцепным устройством, пневмо- и электровыводами для подключения тормозной системы и электроприборов прицепа, под промышленный самосвал-тягач ЗИЛ-ММЗ-45023 (колёсная база 3300 мм).
- ЗИЛ-138А (1982—1986) — бортовой (и шасси для спецавтомобилей) газобаллонный грузоподъёмностью 5400 кг (5200 кг при использовании баллонов из углеродистой стали) для работы на сжатом природном газе и бензине А-76, с двигателем ЗИЛ-138А мощностью 120 л. с. и степенью сжатия 6,5.
- ЗИЛ-138АГ (1982—1986) — бортовой (и шасси для спецавтомобилей) газобаллонный длиннобазный (база 4500 мм) грузоподъёмностью 5300 кг (5000 кг при использовании баллонов из углеродистой стали) для работы на сжатом природном газе и бензине А-76, с двигателем ЗИЛ-138А мощностью 120 л. с. и степенью сжатия 6,5.
- ЗИЛ-138И — бортовой (и шасси для спецавтомобилей) газобаллонный для работы на сжатом природном газе и бензине АИ-93, с двигателем ЗИЛ-138И мощностью при работе на сжатом газе 135 л. с.(100 кВт) и максимальным крутящим моментом 33 кГс·м (323,62 Н·м), при работе на бензине мощность составляет 160 л. с. (117,3 кВт), степень сжатия увеличена до 8,0.
- ЗИЛ-138ИГ — бортовой газобаллонный длиннобазный (база 4500 мм) для работы на сжатом природном газе и бензине АИ-93, с двигателем ЗИЛ-138И мощностью при работе на сжатом газе 135 л. с.(100 кВт) и максимальным крутящим моментом 33 кГс·м (323,62 Н·м), при работе на бензине мощность составляет 160 л. с. (117,3 кВт), степень сжатия увеличена до 8,0.

#### Опытные газобаллонные модификации
- ЗИЛ-Э138АВ (1981) — газобаллонный седельный тягач для работы на сжатом газе. Колёсная база 3800 мм, 8 газовых баллонов.
- ЗИЛ-138АБ (1982) — газобаллонное шасси для работы на сжатом природном газе и бензине А-76, с двигателем ЗИЛ-138А мощностью 120 л. с. и степенью сжатия 6,5; оборудованное комбинированным тормозным краном, тягово-сцепным устройством, пневмо- и электровыводами для подключения тормозной системы и электроприборов прицепа, под самосвал-тягач ЗИЛ-ММЗ-45054 (колёсная база 3800 мм). Не пошло в серию в связи с неготовностью ММЗ к производству самосвальной надстройки. В дальнейшем получило наименование ЗИЛ-496110 и выпускалось с 1987 года.
- ЗИЛ-138ИБ (1982) — газобаллонное шасси для работы на сжатом природном газе и бензине АИ-93, с двигателем ЗИЛ-138И мощностью 135 л. с. и степенью сжатия 8,0; оборудованное комбинированным тормозным краном, тягово-сцепным устройством, пневмо- и электровыводами для подключения тормозной системы и электроприборов прицепа, под модификацию самосвала-тягача ЗИЛ-ММЗ-45054. Не пошло в серию из-за неготовности ММЗ к производству самосвальной надстройки.

## ЗИЛ-130В1
ЗИЛ-130В1 — советский седельный тягач производства завода ЗИЛ. Пришёл на смену Зил-130ВТ.

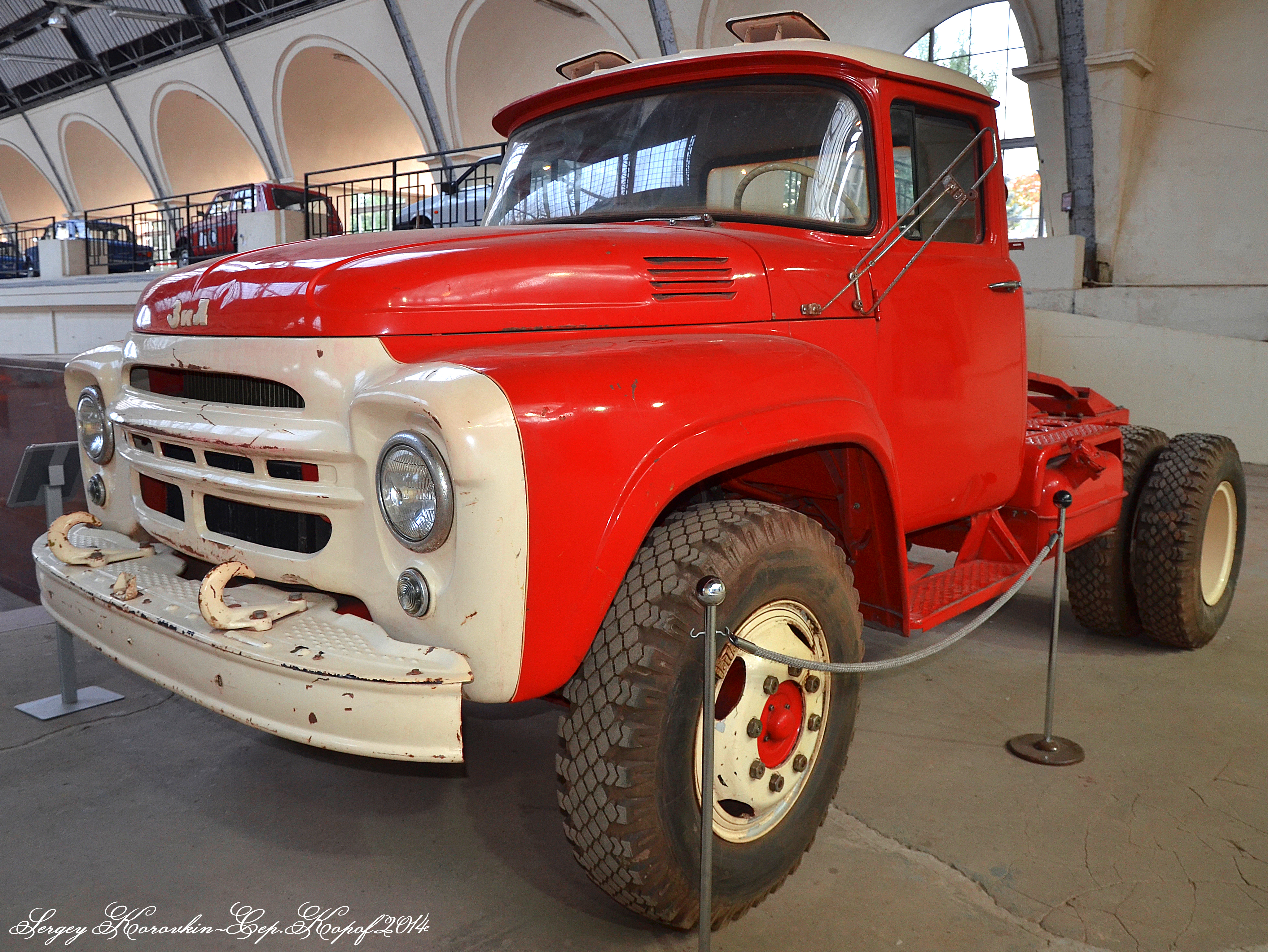
ЗИЛ-130В1 без полуприцепа

Седельный тягач общего назначения предназначен для работы на дорогах 1-й и 2-й категорий. выпускался заводом с 1964 года на базе основной модели ЗИЛ-130. Отличия — укороченная база и отсутствие кузова. В тягаче имеется седельно-сцепное устройство, два бензобака бо́льшей ёмкости и повышенное передаточное число главной передачи.
ЗИЛ-130В1 используется для буксировки одноосных полуприцепов ОдАЗ-885 (бортового) и ОдАЗ-794 (фургона), которые выпускал Одесский автосборочный завод.
Тягач имеет: площадь грузовой платформы 13,5 м², полный вес с грузом и прицепом ОдАЗ-885 14,2 т, радиус поворота (по колее внешнего переднего колеса) 7 м, погрузочную высоту 1,38 м, три места в кабине.

## Автомобиль в культуре
- Песня «У Лукоморья ЗИЛ-130» панк-рок-группы «Красная плесень».